# Gymnomitrion condensatum
Gymnomitrion condensatum là một loài Rêu trong họ Gymnomitriaceae. Loài này được Ångström mô tả khoa học đầu tiên năm 1871.